# Cycloschizon fimbriatum
Cycloschizon fimbriatum är en svampart som beskrevs av Doidge 1921. Cycloschizon fimbriatum ingår i släktet Cycloschizon och familjen Parmulariaceae.   Inga underarter finns listade i Catalogue of Life.